# Anne Bedian
Anne Bedian (armenisch Աննա Նահապետյան; * 15. März 1972 in Montreal, Québec als Anne Nahabedian) ist eine kanadische Schauspielerin und Synchronsprecherin.

## Leben
Bedian wurde am 15. März 1972 in Montreal als Tochter armenischer Eltern geboren. Sie spricht mehrere Sprachen fließend, darunter Armenisch, Englisch und Französisch als ihre Muttersprachen sowie Spanisch, Deutsch und Arabisch. Daneben lernte sie autodidakt Hebräisch und Russisch. Mit 17 Jahren schloss sie sich für drei Jahre den Kanadischen Streitkräften an. Sie diente als Teil der Royal Canadian Navy unter anderem auf dem Kriegsschiff HMCS Nipigon. Sie machte danach ihren Abschluss an der Concordia University.
1999 debütierte Bedian in einer Nebenrolle im Spielfilm Ladies Room und war um die Jahrtausendwende in zwei Episoden in jeweils unterschiedlichen Rollen in der Fernsehserie Begierde – The Hunger zu sehen. Danach erhielt sie regelmäßig Rollen in Spiel- und Fernsehfilmen und war in sechs Episoden der Miniserie Dice zu sehen. 2004 lieh sie Maria in 26 Episoden der Zeichentrickserie Delta State ihre Stimme. Ab 2008 verkörperte sie die Rolle der Marina in der Fernsehserie The Ex List. 2009 spielte sie im Fernsehzweiteiler Meteoriten – Apokalypse aus dem All die Rolle der Claire Payne. 2011 verkörperte sie die wiederkehrende Rolle der Maj. Hasti Samizay in der Fernsehserie Combat Hospital. 2023 war sie als Synchronsprecher im Computerspiel Starfield zu hören.

## Filmografie (Auswahl)
- 1999: Ladies Room
- 1999–2000: Begierde – The Hunger (The Hunger, Fernsehserie, 2 Episoden, verschiedene Rollen)
- 2000: Artificial Lies – Im Netz der Lügen (Artificial Lies)
- 2000: Cul de sac (Kurzfilm)
- 2001: Nowhere in Sight
- 2001: Varian’s War – Ein vergessener Held (Varian’s War, Fernsehfilm)
- 2001: Stiletto Dance (Fernsehfilm)
- 2001: Dice (Miniserie, 6 Episoden)
- 2002: Undressed – Wer mit wem? ((MTV's) Undressed, Fernsehserie, Episode 6x34)
- 2003: Mondo Karma (Kurzfilm)
- 2003: Wall of Secrets (Fernsehfilm)
- 2003: E.D.N.Y. (Fernsehfilm)
- 2004: The Grid (Miniserie, 5 Episoden)
- 2004: Sue Thomas: F.B.I. (Sue Thomas: F.B.Eye, Fernsehserie, Episode 3x06)
- 2004: Naked Josh (Fernsehserie, Episode 1x04)
- 2005: Hotel Babylon (Fernsehfilm)
- 2005: This Is Wonderland (Fernsehserie, Episode 2x05)
- 2005: Criminal Intent – Verbrechen im Visier (Law & Order: Criminal Intent, Fernsehserie, Episode 4x17)
- 2006: Android Apocalypse (Fernsehfilm)
- 2006: CSI: Vegas (CSI: Crime Scene Investigation, Fernsehserie, Episode 7x03)
- 2006: The Closer (Fernsehserie, 2 Episoden)
- 2007: Lost (Fernsehserie, Episode 3x11)
- 2007: The Unit – Eine Frage der Ehre (The Unit, Fernsehserie, Episode 3x07)
- 2007: Universal Groove
- 2008: Navy CIS (NCIS, Fernsehserie, Episode 5x15)
- 2008–2009: The Ex List (Fernsehserie, 9 Episoden)
- 2009: Meteoriten – Apokalypse aus dem All (Meteor, Fernsehzweiteiler)
- 2009: Lie to Me (Fernsehserie, Episode 1x13)
- 2009: The Divided
- 2009: Anatomy of Hope (Fernsehfilm)
- 2010: Let the Game Begin
- 2011: Three Veils
- 2011: Combat Hospital (Fernsehserie, 5 Episoden)
- 2011; 2017: Lass es, Larry! (Curb Your Enthusiasm, Fernsehserie, 2 Episoden)
- 2014: Guardian Angel
- 2014: The Taking
- 2016: Criminal Minds: Beyond Borders (Fernsehserie, Episode 1x09)
- 2016: The Last Inhabitant
- 2017: Life in Pieces (Fernsehserie, Episode 3x07)
- 2017: Untitled Single Dad Project (Fernsehfilm)
- 2018: I Promised Her Life (Kurzfilm)
- 2018: Roseanne (Fernsehserie, Episode 10x07)
- 2018: Juicy Stories (Fernsehfilm)
- 2018: Die Conners (The Conners, Fernsehserie, Episode 1x03)
- 2020: The Attempt (Kurzfilm)
- 2022: Hudson & Rex (Fernsehserie, Episode 4x12)
- 2022: Leaving the Factory (Kurzfilm)
- 2023: Transplant (Fernsehserie, 2 Episoden)
- 2023: Accused (Fernsehserie, Episode 1x13)

## Synchronisationen (Auswahl)
- 2004: Delta State (Zeichentrickserie, 26 Episoden)
- 2023: Starfield (Computerspiel)